# 1915年の航空
< 1915年
1914年の航空 - 1915年の航空 - 1916年の航空

## 航空に関する出来事

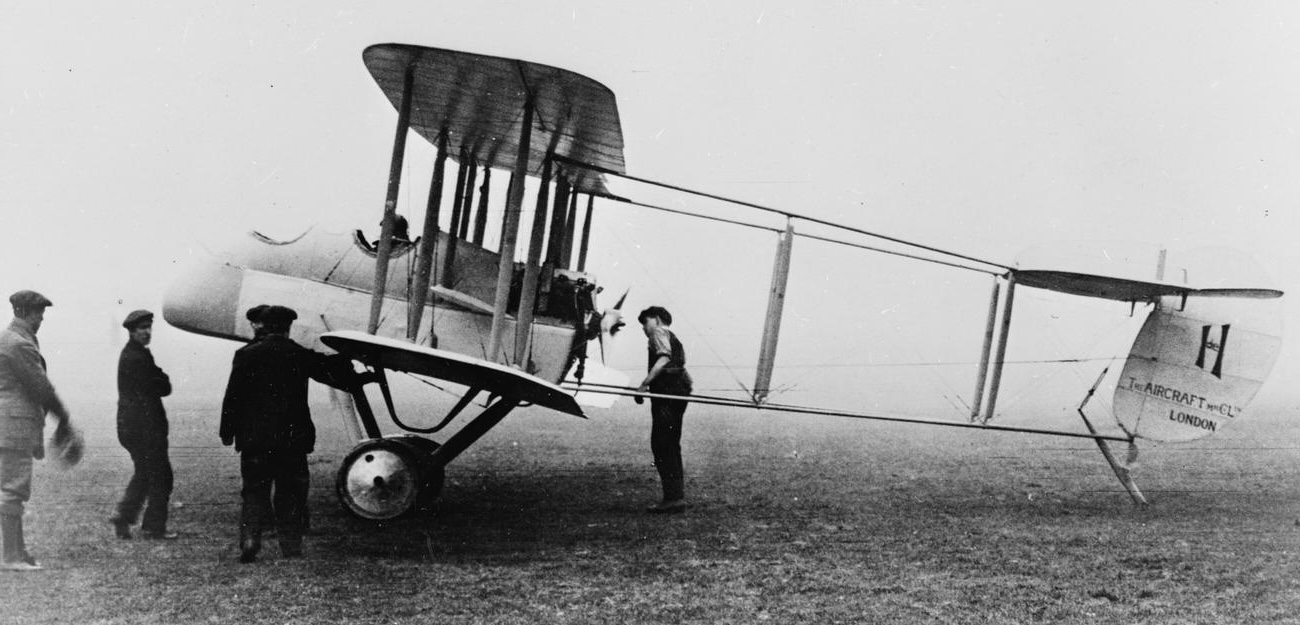
エアコー DH.1

- 1月 - エアコー DH.1が初飛行した。
- 1月15日 - ドイツ海軍のフリードリヒスハーフェン FF.29が潜水艦U-12で運ばれ、海上から離水しイギリス沿岸を偵察し、ベルギーのゼーブルージュに帰還した。
- 1月19日〜20日 - ドイツ飛行船（ツェッペリン）によるイギリスへの最初の空襲が行われた。

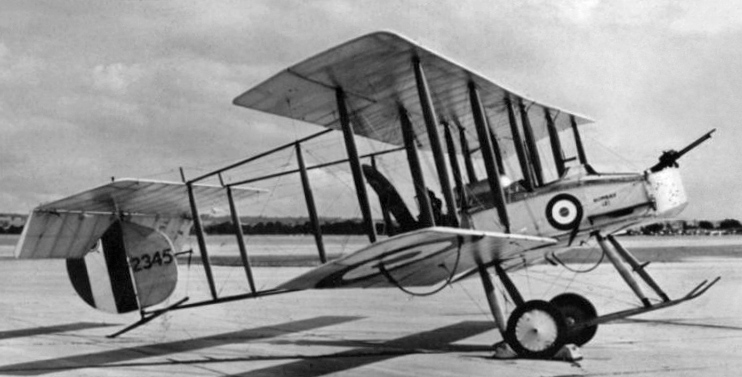
ビッカース F.B.5

- 2月 - ヴィッカース F.B.5が機関銃で武装し、イギリス陸軍航空隊に戦闘機部隊がつくられた。
- 2月 - 伊藤音次郎が千葉県稲毛海岸に伊藤飛行機研究所を創立した。
- 3月3日 - アメリカ航空諮問委員会が発足した。
- 4月1日 - フランスのローラン・ギャロスがドイツ機を撃墜した。航空機に装備された機銃による最初の撃墜である。
- 4月1日 - フランスのジャン・ナヴァルが第一次世界大戦で最初に敵のパイロットを撃ち殺したパイロットともされる。
- 4月11日 - ドイツの飛行船のツェッペリンRが初飛行した。
- 6月1日 - アメリカ海軍初の飛行船であるDN-1がコネチカット航空機会社に発注された。
- 7月18日 - アメリカの女性パイロット、キャサリン・スティンソンが女性としてはじめて宙返り飛行をした。
- 7月19日 - フランスの撃墜王となるジョルジュ・ギンヌメールが、最初の撃墜を記録した。
- 7月25日 - イギリス陸軍航空隊のLanoe Hawker大尉が、フランス上空での空中戦により、初めてヴィクトリア十字勲章を授けられる。
- 8月12日 - 初の空中発射魚雷攻撃が行われる。ダーダネルス海峡で、のチャールズ・エドモンズ中佐が水上機母艦ベン・マイ・クリーから飛び立ったショート 184水上機で魚雷を投下、トルコの船に命中した。
- 8月31日 - アドルフ・ペグーが空中戦で撃墜され死亡した。
- 11月17日 - フランス空軍がミュンヘンを爆撃した。
- 12月10日 - 航空機メーカー、コードロンを設立したガストン・コードロンがコードロン R4の試験飛行中に事故死した。
- 12月12日 - 全金属製の航空機、ユンカース J1が初飛行した。
- 12月17日 - イギリスの爆撃機、ハンドレページ O/400が初飛行した。

## 1915年に初飛行した機体の画像

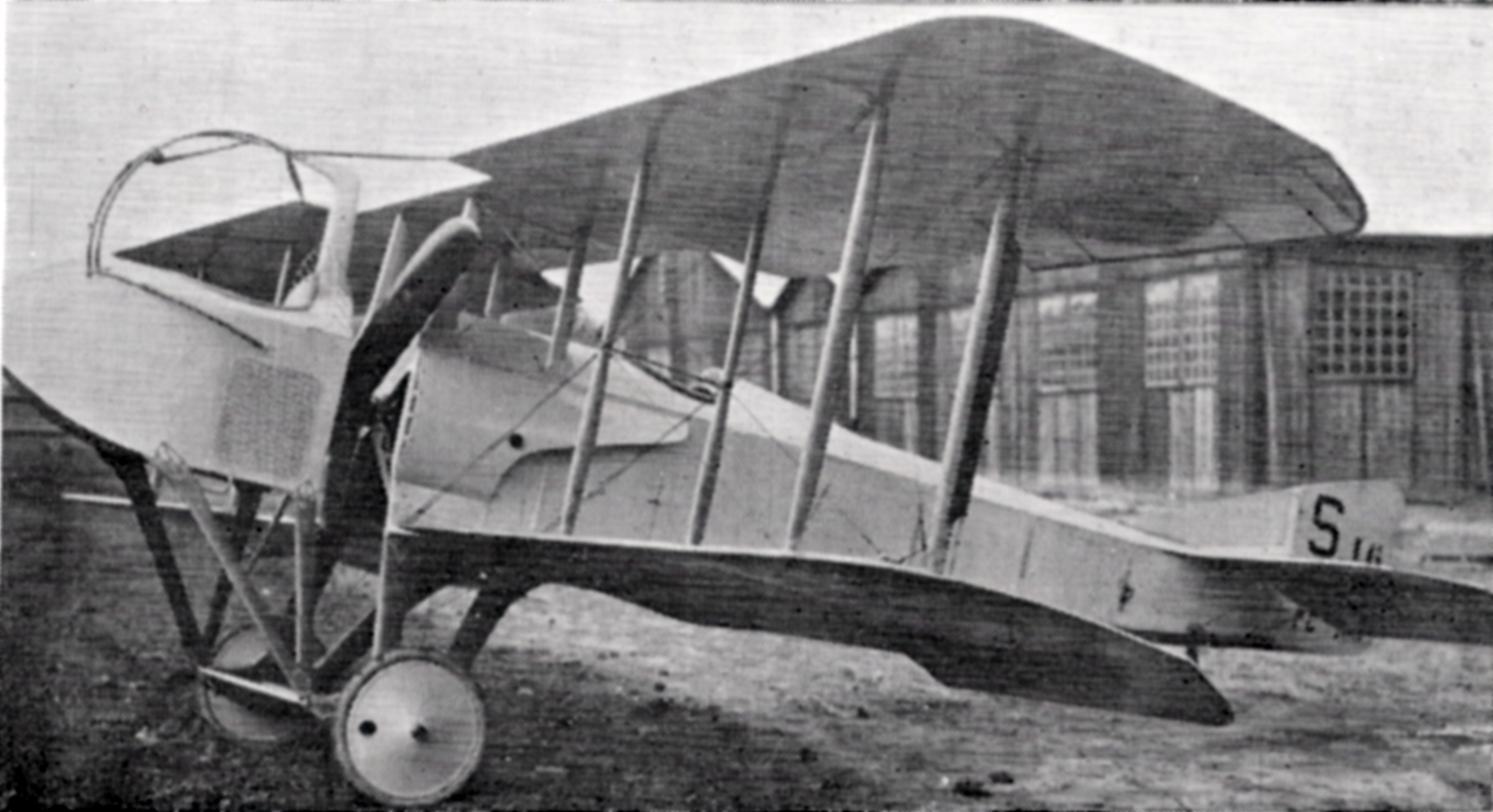
スパッド A.2 （5月）
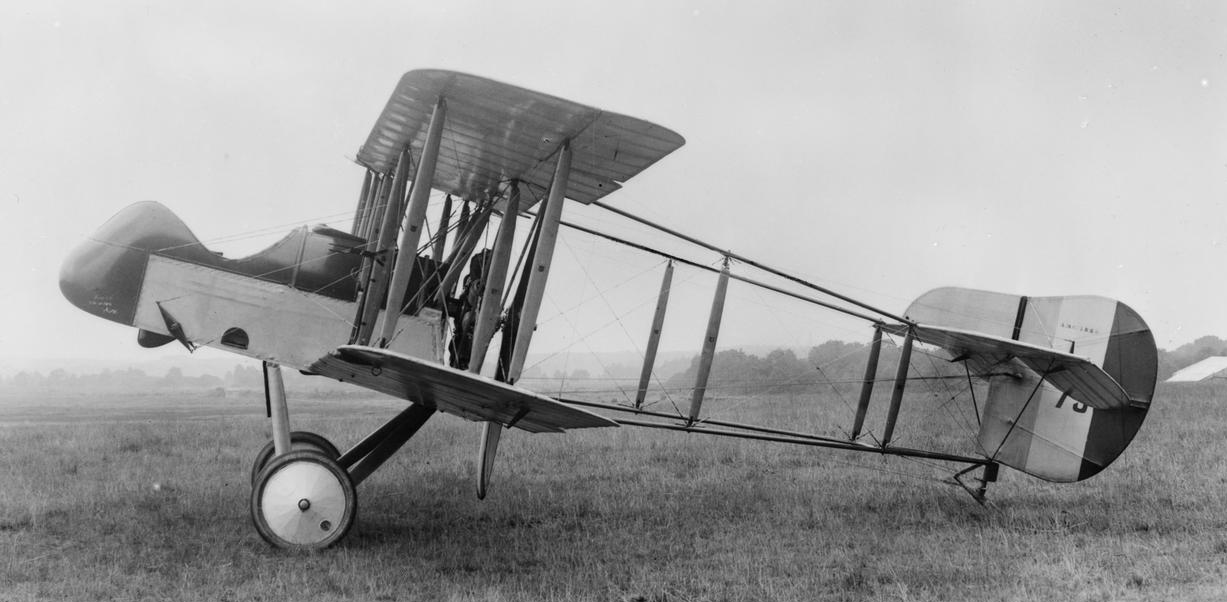
エアコー DH.2 （7月）
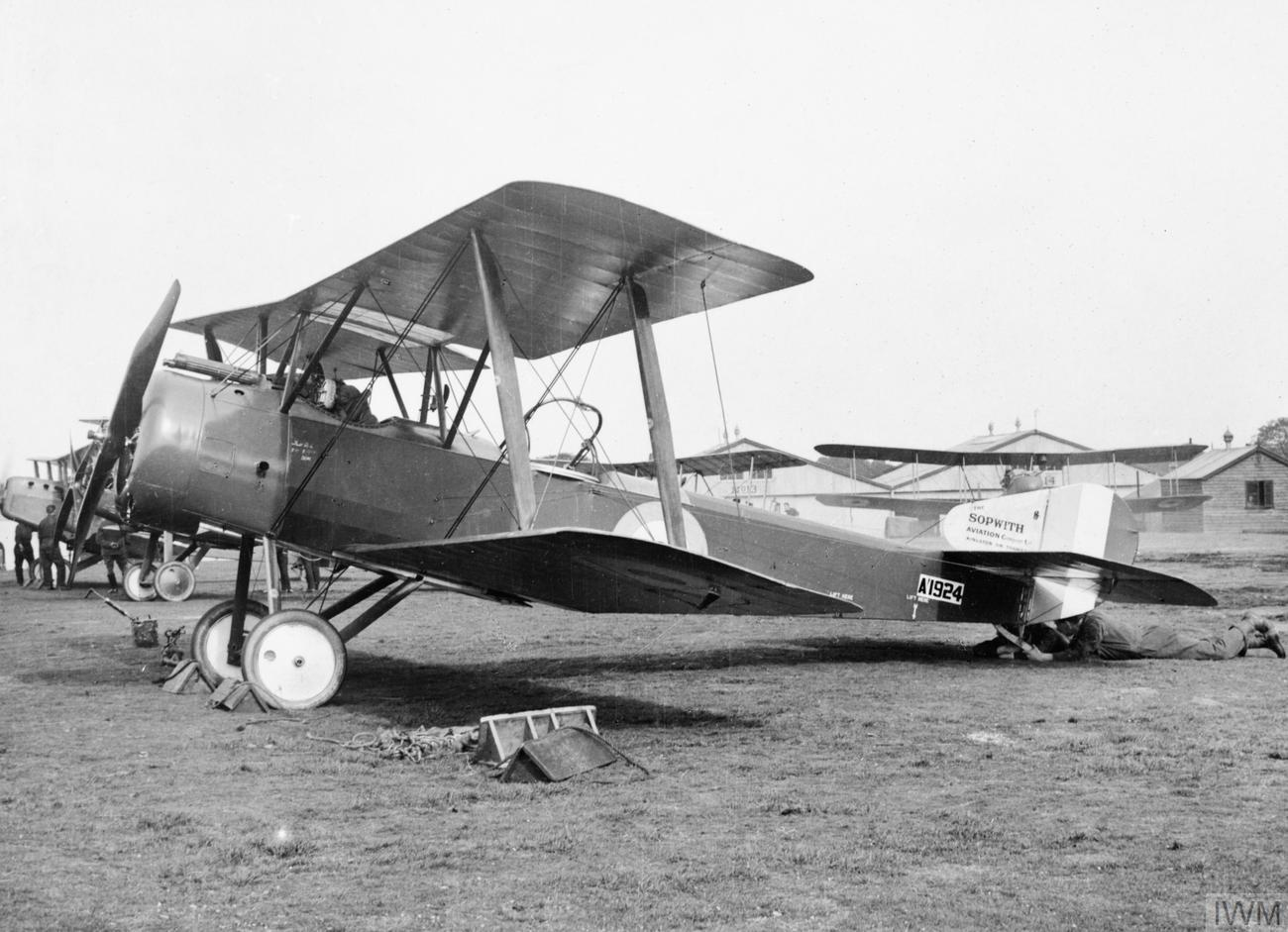
Sopwith 1½ Strutter （12月）